# Jardin botanique de Tsukuba

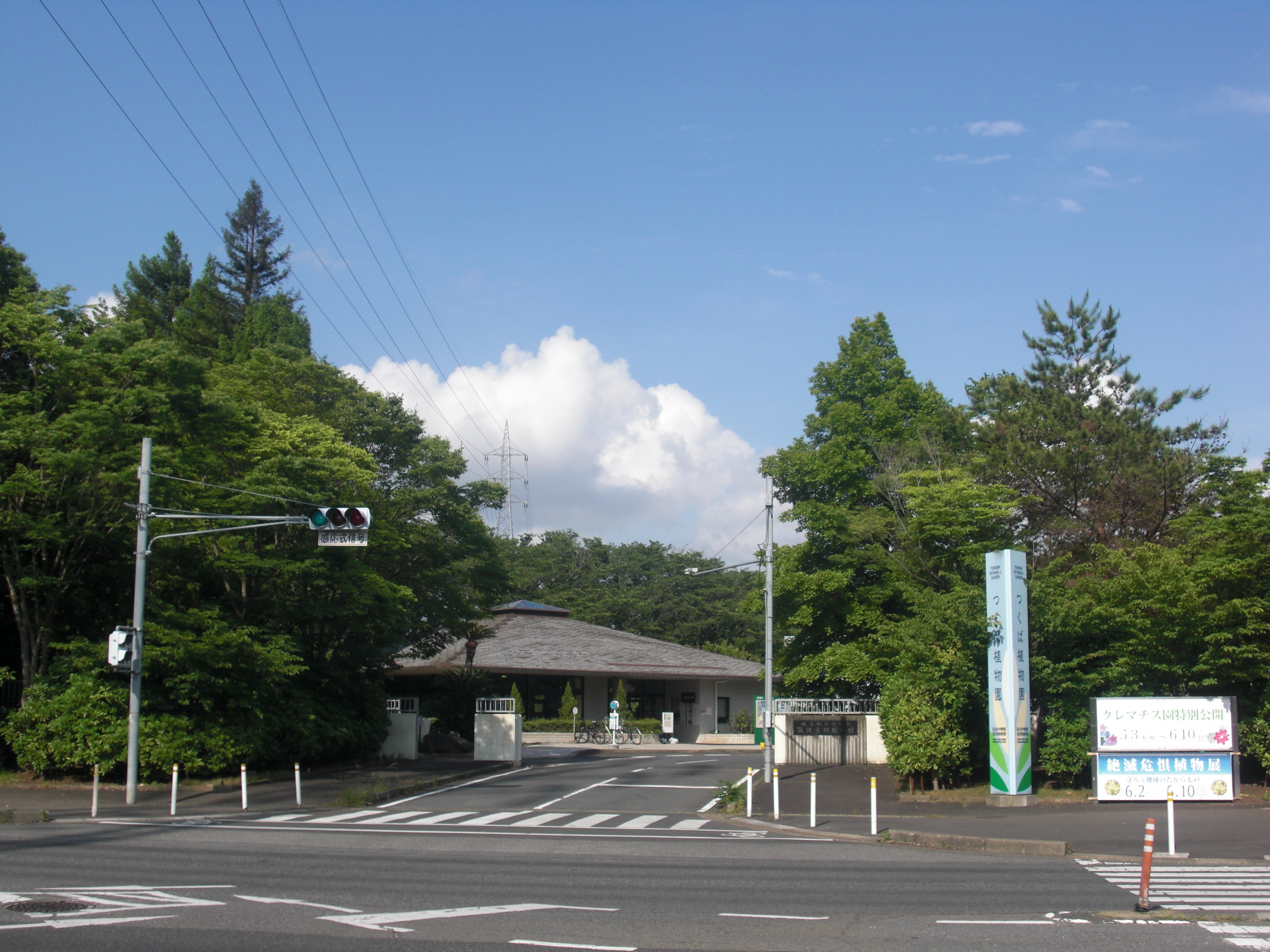
Entrée du jardin botanique.

Le jardin botanique de Tsukuba (筑波実験植物園, Tsukuba jikken shokubutsuen), 14 hectares, 36 acres) est un jardin botanique important situé près de l'université de Tsukuba, dans la préfecture d'Ibaraki, au Japon.
Comme branche de recherches du musée national de la Nature et des Sciences de Tokyo, le jardin est l'un de premiers équipements botaniques de recherche du Japon et est utilisé également pour l'éducation publique. Il contient actuellement environ 5 000 taxons de plantes domestiques et exotiques, des régions tempérées et tropicales du monde, avec une partie particulière pour les Tracheobiontas du Japon central, les fougères de l'Asie du Sud-Est, les Cycadaceae, des Colocasias et des orchidées sud-américaines.

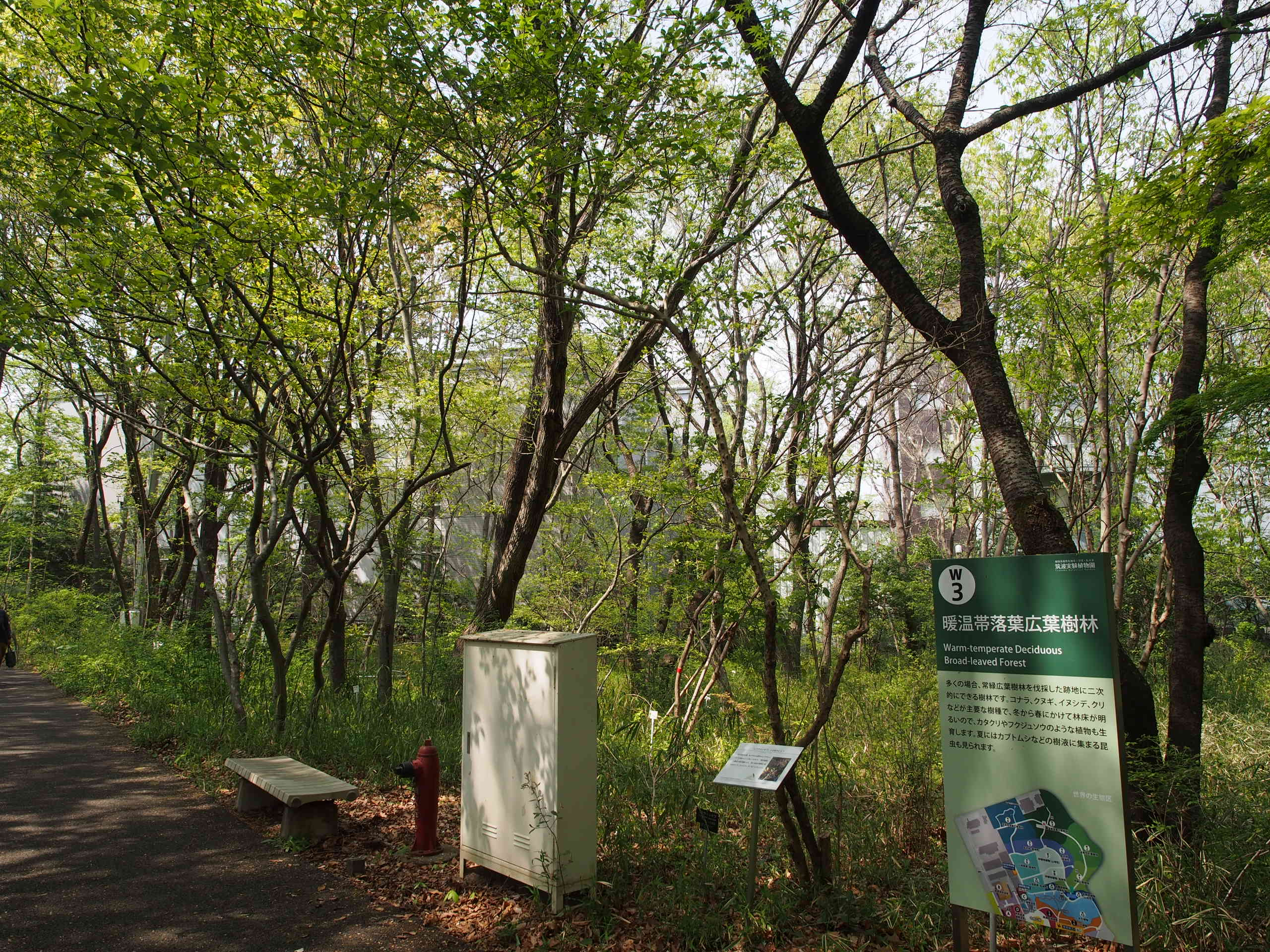
Section de forêt caduque tempérée chaude.

Les collections extérieures sont rangées dans les secteurs suivants : section feuillue à feuilles persistantes de forêt ; section forêt de conifères tempérée ; section forêt caduque tempérée chaude ; section forêt caduque tempérée froide ; section des arbustes ; sections arénacé et caillouteuse ; section prairie de montagne (hautes altitudes) ; section prairie de montagne (basses altitudes) ; section de Rookeries (Coastral) ; section de Rookeries (hautes altitudes) ; section de marais et section des plantes aquatiques et hygrophytes.
Le jardin contient également trois serres chaudes :
- celle des plantes tropicales (d'environ 550 m2, 17,5 m de haut) ;
- celle des forêts tropicales (environ 24 m de haut) ; deux salles pour les climats montagneux et souterrains de la région Asie Pacifique. La salle montagne conserve des espèces telles que les Fagacées, les Éricacées, et les Orchidacées ;
- celle de la savane tropicale et subtropicale ; des secteurs semi-arides de la savane, avec des zones pour les Amériques, l'Afrique, et l'Australie.

En 2007, le jardin a accueilli huit chercheurs de plantes toxicologiques, avec des études continues sur la cytotaxonomie pour déterminer le nombre et la forme des chromosomes, de la biologie moléculaire basée sur l'ADN, de la chimiotaxonomie utilisant les métabolites secondaires et de la morphologie végétale.